# Éditions d'À la recherche du temps perdu
Cet article décrit les principales éditions actuellement disponibles en France d'À la recherche du temps perdu, l'œuvre romanesque de Marcel Proust. Il dresse également une correspondance des numéros de page entre les éditions : ainsi, une simple règle de trois suffira à déduire approximativement les numéros de page d'une édition à l'autre.
À noter qu'il existe aussi de nombreuses éditions d'Un amour de Swann, extrait du premier volume de La Recherche, Du côté de chez Swann.

## Éditions deLa Recherche

### Bibliothèque de la Pléiade (Gallimard)
Édition en 4 volumes sous la direction de Jean-Yves Tadié, 1987-1989 :
- Tome 1 : Du côté de chez Swann ; À l'ombre des jeunes filles en fleurs (I)
- Tome 2 : À l'ombre des jeunes filles en fleurs (II) ; Le Côté de Guermantes
- Tome 3 : Sodome et Gomorrhe ; La Prisonnière
- Tome 4 : Albertine disparue, Le Temps retrouvé

Elle remplace l'édition publiée en 1954 dans la même collection par Pierre Clarac et André Ferré :
- Tome 1 : Du côté de chez Swann ; À l'ombre des jeunes filles en fleurs
- Tome 2 : Le Côté de Guermantes ; Sodome et Gomorrhe
- Tome 3 : La Prisonnière ; Albertine disparue ; Le Temps retrouvé

En 2022, à l’occasion du centième anniversaire de la mort de Proust, Gallimard publie un coffret de deux volumes à tirage limité contenant l'intégralité de la Recherche avec le texte nu issu de l'édition en 4 volumes, c'est-à-dire sans son appareil critique.
- Tome 1 : Du côté de chez Swann ; À l'ombre des jeunes filles en fleurs ; Le Côté de Guermantes.
- Tome 2 : Sodome et Gomorrhe ; La Prisonnière ; Albertine disparue ; Le Temps retrouvé.

### Collection Folio (Gallimard)
Édition en 7 volumes (reprend le texte de la « Pléiade » publié sous la direction de J.-Y. Tadié), 1988-1990 :
- Du côté de chez Swann (SWA) nº 1924
- À l'ombre des jeunes filles en fleurs (JFI) nº 1946
- Le Côté de Guermantes (GUE) nº 2658
- Sodome et Gomorrhe (SOG) nº 2047
- La Prisonnière (PRI) nº 2089
- Albertine disparue (ALB) nº 2139
- Le Temps retrouvé (TRE) nº 2203

### Collection Blanche (Gallimard)
Édition en 7 volumes (reprend le texte de la « Pléiade » publié sous la direction de J.-Y. Tadié) 1992 :
- Du côté de chez Swann (SWA)
- À l'ombre des jeunes filles en fleurs (JFI)
- Le Côté de Guermantes (GUE)
- Sodome et Gomorrhe (SOG)
- La Prisonnière (PRI)
- Albertine disparue (ALB)
- Le Temps retrouvé (TRE)

### Collection Quarto (Gallimard)
Édition en 1 volume (reprend le texte de la « Pléiade » publié sous la direction de J.-Y. Tadié), 1999

### Collection Garnier-Flammarion (Flammarion)
Édition en 10 volumes de Jean Milly, 1984-1987 :
- Du côté de chez Swann (SWA)
- À l'ombre des jeunes filles en fleurs 1 (JF1)
- À l'ombre des jeunes filles en fleurs 2 (JF2)
- Le Côté de Guermantes I (GU1)
- Le Côté de Guermantes II (GU2)
- Sodome et Gomorrhe I (SG1)
- Sodome et Gomorrhe II (SG2)
- La Prisonnière (PRI)
- La Fugitive ou Albertine disparue (ALB)
- Le Temps retrouvé (TRE)

### Collection Bouquins (Laffont)
Édition en 3 volumes de Bernard Raffalli, 1987 :
- Tome 1 : Du côté de chez Swann ; À l'ombre des jeunes filles en fleurs
- Tome 2 : Le Côté de Guermantes ; Sodome et Gomorrhe
- Tome 3 : La Prisonnière ; Albertine disparue ; Le Temps retrouvé

### Collection Le Livre de poche
Édition en 7 volumes d'Élyane Dezon-Jones, 1992-1993 :
- Du côté de chez Swann (SWA)
- À l'ombre des jeunes filles en fleurs (JFI)
- Le Côté de Guermantes (GUE)
- Sodome et Gomorrhe (SOG)
- La Prisonnière (PRI)
- Albertine disparue (ALB)
- Le Temps retrouvé (TRE)

### Collection Omnibus (Presses de la Cité)
Édition en 2 volumes, 2011 : 
- Tome 1 : Du côté de chez Swann ; À l'ombre des jeunes filles en fleurs ; Le Côté de Guermantes (T1)
- Tome 2 : Sodome et Gomorrhe ; La Prisonnière ; La Fugitive ; Le Temps retrouvé (T2)

### Delcourt (bande dessinée)
En 1998, Stéphane Heuet a commencé la publication chez Delcourt d'une adaptation de La Recherche en bande dessinée. Les volumes déjà parus sont les suivants :
- Tome 1 : Combray
- Tome 2 : À l'ombre des jeunes filles en fleurs (I)
- Tome 3 : À l'ombre des jeunes filles en fleurs (II)
- Tome 4 : Un amour de Swann (I)
- Tome 5 : Un amour de Swann (II)
- Tome 6 : Noms de pays : Le nom
- Tome 7 : Autour de Madame Swann (I)
- Tome 8 : Autour de Madame Swann (II) (à paraître le 05/05/2021)

## Correspondance des numéros de page
Ci-dessous un tableau de correspondance entre les différentes éditions de la Recherche du temps perdu, ainsi qu'une méthode de calcul. Il existe également un programme en ligne, le Convertisseur Proust, qui effectue automatiquement ces calculs.

### Tableau de correspondance
| Volume                                  | GF   | GF     | GF | Bouquins | Bouquins | Bouquins | Folio     | Folio | Folio | Quarto |
| --------------------------------------- | ---- | ------ | -- | -------- | -------- | -------- | --------- | ----- | ----- | ------ |
| Volume                                  | Réf. | Pages  |    | Réf.     | Pages    |          | Réf.      | Pages |       | Pages  |
| Du côté de chez Swann                   | SWA  | 95-573 | T1 | 25-351   | SWA      | 3-420    | 7-342     |       |       |        |
| À l'ombre des jeunes filles en fleurs 1 | JF1  | 85-329 | T1 | 371-532  | JFI      | 3-210    | 343-507   |       |       |        |
| À l'ombre des jeunes filles en fleurs 2 | JF2  | 7-356  | T1 | 533-769  | JFI      | 211-514  | 509-745   |       |       |        |
| Le Côté de Guermantes I                 | GU1  | 67-411 | T2 | 29-264   | GUE      | 3-302    | 747-985   |       |       |        |
| Le Côté de Guermantes II                | GU2  | 51-365 | T2 | 265-482  | GUE      | 303-578  | 987-1203  |       |       |        |
| Sodome et Gomorrhe I                    | SG1  | 63-343 | T2 | 499-523  | SOG      | 3-367    | 1205-1346 |       |       |        |
| Sodome et Gomorrhe II                   | SG2  | 5-315  | T2 | 525-899  | SOG      | 368-515  | 1346-1605 |       |       |        |
| La Prisonnière                          | PRI  | 99-526 | T3 | 23-329   | PRI      | 3-399    | 1607-1915 |       |       |        |
| Albertine disparue (La Fugitive)        | ALB  | 49-381 | T3 | 343-555  | ALB      | 3-273    | 1917-2128 |       |       |        |
| Le Temps retrouvé                       |      |        | T3 | 571-841  | TRE      | 3-353    | 2129-2401 |       |       |        |

### Méthode de calcul des correspondances
Pour retrouver un numéro de page signalé dans l'édition A dans l'édition B, il faut faire le calcul suivant : 
{\displaystyle {\frac {Apage-Adebut}{Afin-Adebut}}\times (Bfin-Bdebut)+Bdebut}
où :
- Apage désigne le numéro de la page dans l'édition A (la valeur à trouver correspondant à « Bpage ») ;
- Adebut et Bdebut, Afin et Bfin désignent respectivement les pages de début et de fin des éditions A et B.

Par exemple, nous chercherons dans la collection Bouquins (notre édition B) la correspondance de la page 65 de À l'ombre des jeunes filles en fleurs 2 dans la collection Garnier-Flammarion (notre édition A). On a donc :
- Apage = 65 (la page qui nous intéresse dans l'édition de départ) ;
- Adebut = 7 (la première page du volume dans l'édition de départ) ;
- Afin = 356 (la dernière page du volume dans l'édition de départ) ;
- Bdebut = 533 (la première page du volume dans l'édition d'arrivée) ;
- Bfin = 769 (la dernière page du volume dans l'édition d'arrivée).

La valeur que nous cherchons est Bpage (la page qui nous intéresse dans l'édition d'arrivée). On doit donc calculer :
{\displaystyle {\frac {65-7}{356-7}}\times (769-533)+533=572}
Le passage que je cherche doit se trouver autour de la page 572 dans l'édition Bouquins.

## Traductions
En Chine : 

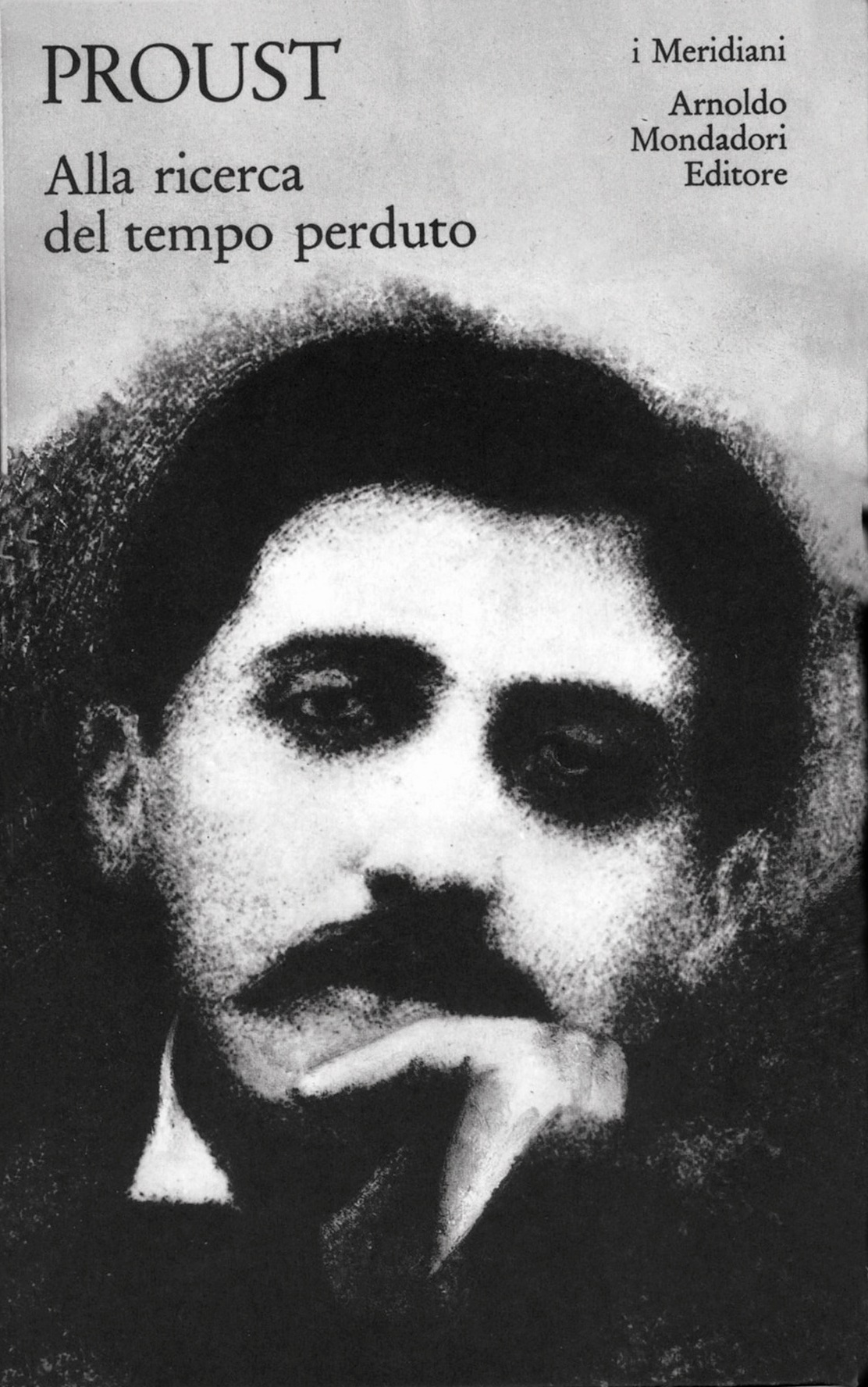
Édition italienne, I Meridiani, Mondadori, 1983.

1. La première traduction collective d’À la recherche du temps perdu traduit par quinze traducteurs chinois, 追憶似水年華, Zhuīyì sì shuǐ niánhuá (« À la recherche du temps perdu »), 7 volumes, Nanjing, Yilin chubanshe, 1989-1991. Yilin chubanshe l’a réédité dans un ensemble de 3 volumes en 1994. La réédition : Marcel Proust, 追憶似水年華, Zhuīyì sì shuǐ niánhuá (« À la recherche du temps perdu »), Nanjing, Yilin chubanshe, 2001, deux volumes (brochés).
2. Taiwan a repris l’édition continentale d'Yilin en la translittérant en caractères chinois traditionnels. Cf. Marcel Proust, 追憶似水年華, Zhuīyì sì shuǐ niánhuá, « À la recherche du temps perdu », Taipei, Lianjing chuban shiye gongsi, 1993, 7 vols.
3. Bo Sheng Bofu (Contre Sainte-Beuve), traduit par Wang Daoqian, Nanchang, Baihuazhou wenyi chubanshe, 1992. Cette dernière traduction de Contre Sainte-Beuve, réalisée d’après l’édition de 1954 établie par Bernard de Fallois, mêlant donc des esquisses de son futur roman et des réflexions critiques et esthétiques, fait l’objet d’une réédition sous un autre titre : Yitian shangwu de huiyi (« Souvenirs d’une matinée »), Shanghai wenhua chubanshe, 2000, avec une préface de Shi Zhecun.
4. Shen Zhiming, Pulusite jingxuan ji (Le Florilège des œuvres de Proust), Shandong wenyi chubanshe, 1999. Ce recueil comprend de larges extraits de La Recherche (selon le projet initial de l’auteur, à l’exclusion du cycle Albertine), de Contre Sainte-Beuve, et des essais sur des peintres.
5. Marcel Proust, 追憶似水年華, Zhuīyì sì shuǐ niánhuá (« À la recherche du temps perdu »), trad. par Zhou Kexi, Shànghǎi yíwèn chūbǎn shè, 1997. D’après l’édition scolaire de chez Larousse.
6. 追尋逝去的時光, Zhuīxún shìqù de shíguāng (« À la recherche du temps perdu »), trad. par Kexi Zhou, Rénmin wénxué chūbǎn shè, réalisée d’après l’édition de la Pléiade sous la direction de Jean-Yves Tadié, Le premier volume Qu'Siwanjia nabian (« Du côté de chez Swann ») a été en 2005 ainsi le deuxième volume (À l’ombre des jeunes filles en fleurs) en 2010, cinquième volume (Prisonnière) en 2012.
7. 追憶似水年華, Zhuīyì sì shuǐ niánhuá (« À la recherche du temps perdu ») traduit par Hejin Xu, réalisée d’après l’édition de Garnier-Flammarion établie par Jean Milly, Le premier volume Qu'Siwanjia nabian (« Du côté de chez Swann ») est publié en mai 2004 et le deuxième volume Zai Huji shaonu qianying xia (« À l’ombre des jeunes filles en fleurs ») en avril 2010, le troisième volume Zai gai er mang te jia nabian (« Le Côté de Guermantes ») en mai 2011 par l'éditeur chinois Yilin chubanshe le quatrième volume 所多玛和蛾摩拉, Suǒduōmǎ hé émólā (« Sodome et Gomorrhe ») en août 2014.
8. La dernière réédtion rectifiée de la première traduction collective 追憶似水年華, Zhuīyì sì shuǐ niánhuá (« À la recherche du temps perdu ») Yilin chubanshe en 1989-1991, traduit par quinze traducteurs chinois est publiée en 2012, 7 volumes. Cette dernière réédition qui essaie d'unifier le style différent de chaque traducteur de la première traduction collective reste une version complète de la traduction d'À la recherche du temps perdu en Chine.